# Vladimir Ivanovich Vernadsky Medal
Die Vladimir Ivanovich Vernadsky Medal ist ein in der Regel jährlich verliehener Preis in Geowissenschaften der European Geosciences Union (EGU). Sie ist nach dem russischen Geologen, Geochemiker und Mineralogen Wladimir Iwanowitsch Wernadski benannt. Die Erstverleihung war 2003 durch die European Geophysical Society (EGS), die dann in der EGU aufging.
Sie wird für herausragende Beiträge zu den Biogeowissenschaften im Allgemeinen verliehen.
Es gibt auch eine seit 1965 vergebene Wladimir-Wernadski-Medaille der Russischen Akademie der Wissenschaften für Geowissenschaften.

## Preisträger
- 2003: Peter Westbroek
- 2004: Ernst-Detlef Schulze
- 2005: Paul G. Falkowski
- 2006: Claude Lorius
- 2007: Jaap S. Sinninghe Damsté
- 2008: Edward F. DeLong
- 2010: Donald Canfield
- 2011: Ulf Riebesell
- 2012: Jean-Pierre Gattuso
- 2013: Albertus J. Dolman
- 2014: Klaus Butterbach-Bahl
- 2016: Carlos M. Duarte
- 2017: Jack J. Middelburg
- 2018: Antje Boetius
- 2019: Kurt O. Konhauser
- 2020: Pierre Friedlingstein
- 2021: Susan E. Trumbore
- 2022: Adina Paytan
- 2023: Tom Battin
- 2024: Daniel J. Conley
- 2025: Corinne Le Quéré[2]